# 浈江 (河流)
浈江古称昌水，是珠江水系北江上游的干流，发源于江西省信丰县大庾岭石溪，流经广东的南雄、始兴、仁化，在韶关市区与武江汇合成北江。全长211公里。主要的一级支流有墨江、锦江。